# Huracà Juan
L'Huracà Juan va ser un significatiu huracà que colpejà el sud de les províncies Atlàntiques del Canadà a finals del setembre de 2003. Va ser el desè cicló anomenats i el sisè huracà de la temporada d'huracans de l'Atlàntic de 2003.

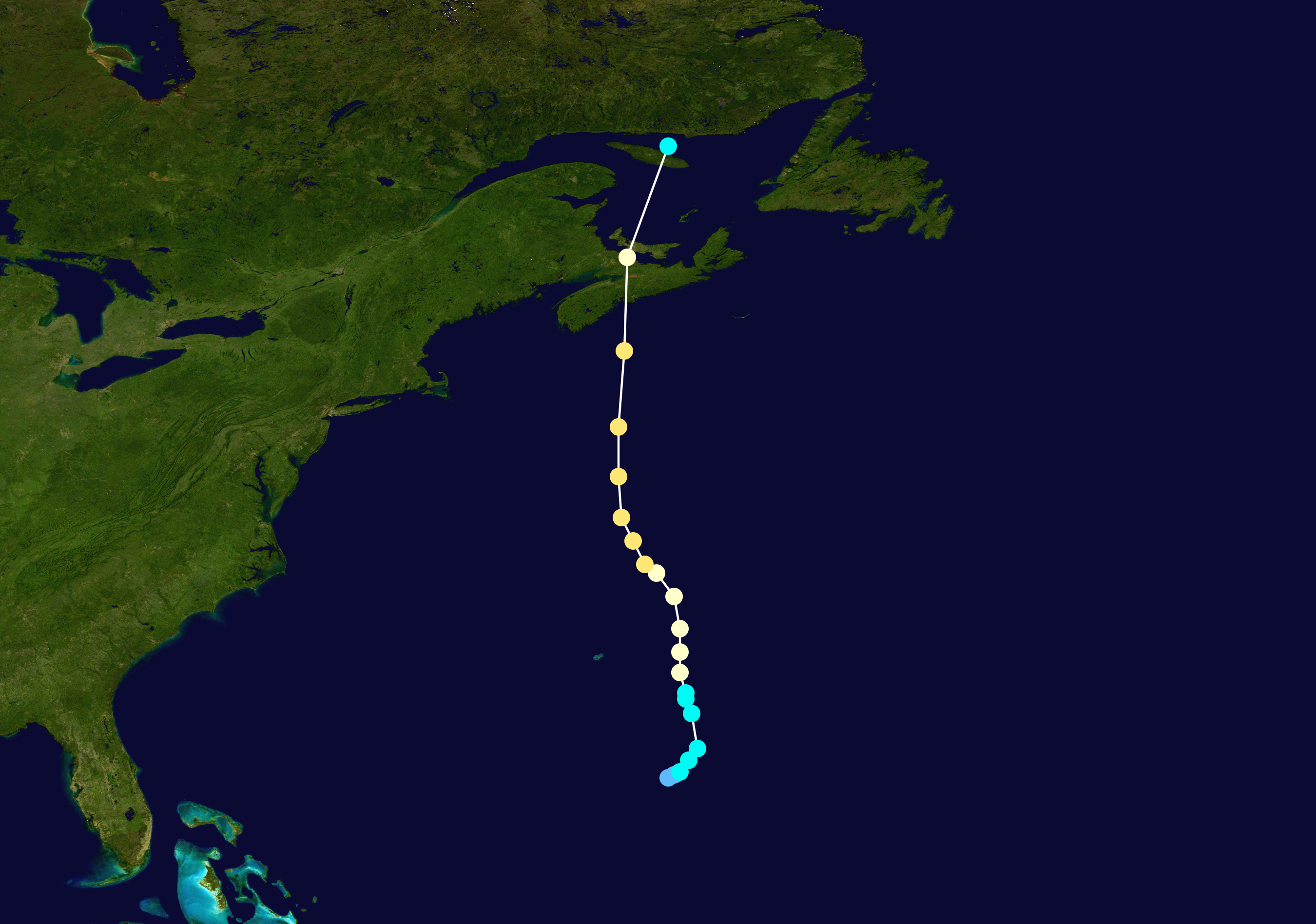
Trajectòria de la tempesta.

Juan es va formar al sud-est de les Bermudes el 24 de setembre de 2003 a partir d'una ona tropical que avançava per l'oceà Atlàntic subtropical. El cicló es va anar enfortint gradualment en les aigües càlides del Corrent del Golf, atenyent la Categoria 2 en l'escala d'huracans de Saffir-Simpson el 27 de setembre mentre mantenia la seva trajectòria en direcció nord. S'erigí fins als 165 km/h quan s'apropava ràpidament a la costa de Nova Escòcia, disminuint una mica la seva intensitat sobre les aigües fredes. Juan va recalar entre Shad Bay (Nova Escòcia) i Prospect (Nova Escòcia) a principis del 29 de setembre com a huracà de Categoria 2 amb un vents màxims sostinguts de 162 km/h. Juan va mantenir la categoria d'huracà quan va travessar Nova Escòcia de sud a nord abans de debilitar-se en una tempesta tropical al seu pas per l'illa del Príncep Eduard. Va ser absorbida per una altra baixa extratropical el 29 de setembre cap al tard prop de l'illa Anticosti al nord de Golf de Sant Llorenç.